# Gnaeus Domitius Ahenobarbus (konsul 32 f.Kr.)
Gnaeus Domitius Ahenobarbus, född omkring 90 f.Kr., död 31 f.Kr., var en romersk amiral och politiker.
Ahenobarbus bekämpade Caesar under inbördeskriget 49 f.Kr.–45 f.Kr. men gav upp efter slaget vid Farsalos och benådades. Efter Caesars död 44 f.Kr. slöt han sig till mördarna Cassius och Brutus i östern och satte upp en flotta som var överlägsen triumvirernas. Hären besegrades emellertid i slaget vid Filippi 42 f.Kr. av Octavianus och Marcus Antonius och Ahenobarbus gav sig på nytt. Vid brytningen mellan Octavianus och Antonius tog Ahenobarbus ställning för den senare och satt som konsul år 32 f.Kr. men flydde Rom efter krigsförklaringen mot Antonius allierade Egypten samma vår och bidrog till att bygga upp den flotta som sänktes av Octavianus vid Actium hösten 31 f.Kr. Brytningar med Antonius ledde till att han kort före slaget gick över till Octavianus vilket föranledde hans benådning och tillbakadragande i Rom, där han dog en naturlig död kort därefter.